# Cap Falcon
Le cap Falcon est un cap algérien, situé dans la commune d'Aïn El Turk, wilaya d'Oran. Il forme l'extrémité occidentale du golfe d'Oran.
Les grands-parents du chanteur français Étienne Daho possédaient une épicerie à Cap Falcon, où ce dernier passait ses vacances ; Cap Falcon est d'ailleurs le titre d'une chanson de son neuvième album, L'Invitation.